# Cilleruelo de Abajo (kommunhuvudort)
Cilleruelo de Abajo är en kommunhuvudort i Spanien.   Den ligger i provinsen Provincia de Burgos och regionen Kastilien och Leon, i den centrala delen av landet, 160 km norr om huvudstaden Madrid. Cilleruelo de Abajo ligger 915 meter över havet och antalet invånare är 283.
Terrängen runt Cilleruelo de Abajo är platt. Runt Cilleruelo de Abajo är det mycket glesbefolkat, med 5 invånare per kvadratkilometer. Närmaste större samhälle är Lerma, 16,1 km norr om Cilleruelo de Abajo. Trakten runt Cilleruelo de Abajo består till största delen av jordbruksmark.